# Gokaido

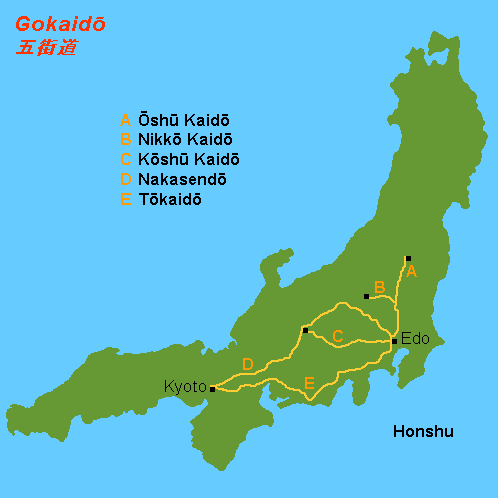
De Gokaidō

De Gokaidō (五街道, "vijf routes") waren de vijf hoofdroutes (街道, kaidō) die startten in Edo (nu Tokio) en in de Edoperiode de hoofdwegen waren naar de provincies rond de hoofdstad. De belangrijkste route was de Tōkaidō tussen Edo en Kioto. Het initiatief voor het bouwen van deze wegen werd in 1601 genomen door Tokugawa Ieyasu om meer controle te krijgen over het land. Zijn achterkleinzoon Tokugawa Ietsuna, de 4e shogun van Tokugawa-shogunaat, verklaarde deze routes tot de hoofdwegen. Vele halteplaatsen (宿場, Shukuba) werden langs deze wegen gebouwd waar de reizigers konden rusten en inkopen konden doen.

## De vijf routes

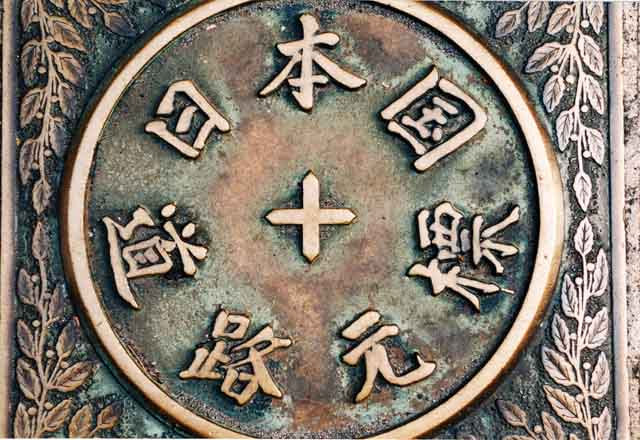
De markering van de start van de vijf routes in Nihonbashi

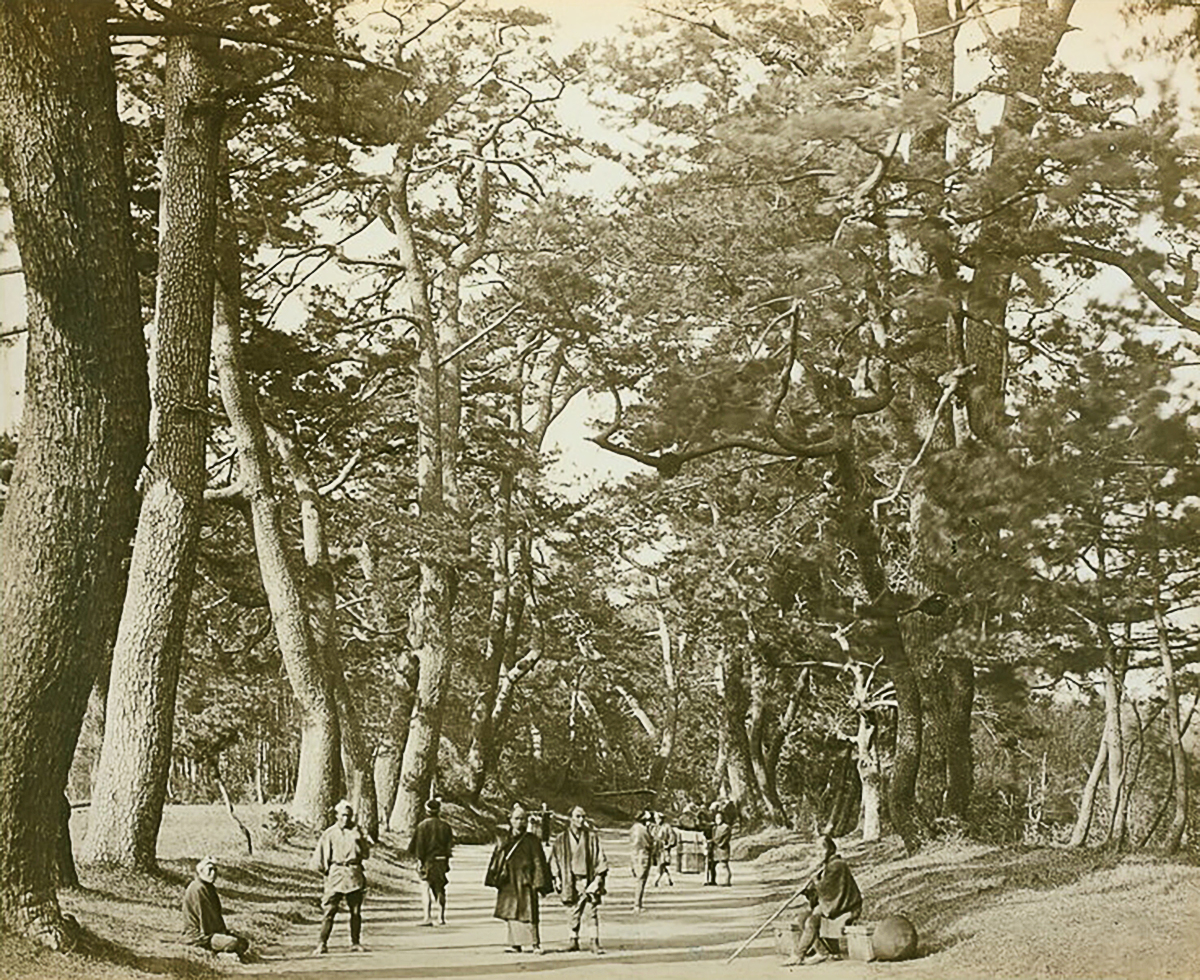
De Tōkaidō in 1865

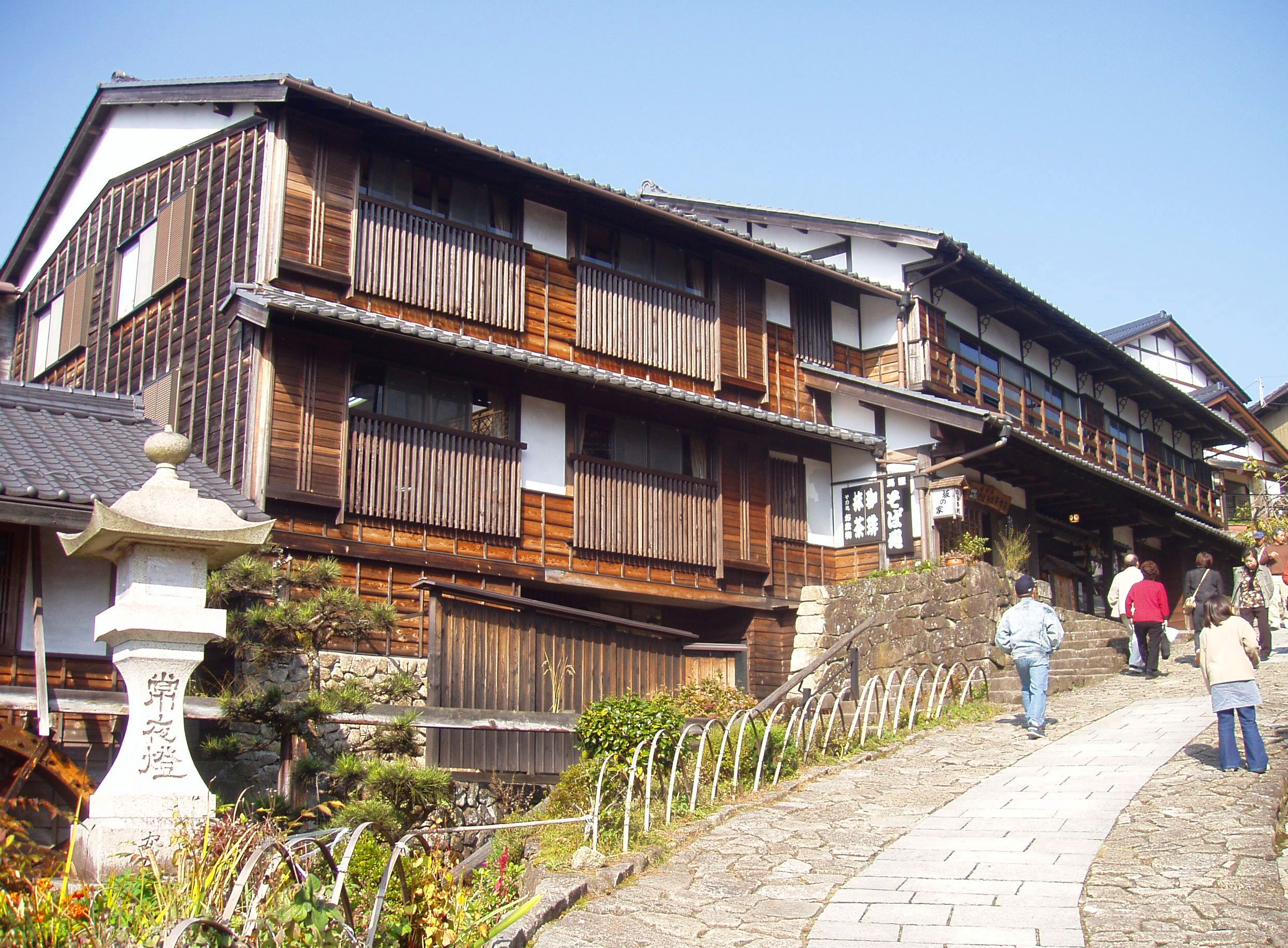
Magome-juku aan de Nakasendō

Alle routes begonnen in Nihonbashi in Edo.
Tōkaidō
De Tōkaidō had 53 halteplaatsen en liep langs de kust van de Grote Oceaan naar Kioto. Vanaf de tweeënvijftigste halteplaats (草津宿, Kusatsu-juku) overlapt deze route met de Nakasendō.
Nakasendō
De Nakasendō had 69 halteplaatsen loopt door de centrale bergen van Honshū. De 29e halteplaats, (下諏訪宿, Shimosuwa-shuku) is tevens het eindpunt van de Kōshū Kaidō.
Kōshū Kaidō
De Kōshū Kaidō had 44 halteplaatsen en liep door de provincie Kai (prefectuur Yamanashi) voordat hij aansloot op de Nakasendō.
Ōshū Kaidō
De Ōshū Kaidō had 27 halteplaatsen en liep naar de provincie Mutsu (prefectuur Fukushima) ten noorden van Edo. De eerste 17 halteplaatsen vallen samen met die van de Nikkō Kaidō.
Nikkō Kaidō
De Nikkō Kaidō had 21 halteplaatsen en liep naar het heiligdom Nikkō Tōshō-gū.
De halteplaatsen aan deze hoofdroutes zijn een bron van inspiratie geweest voor kunstenaars zoals Hiroshige.